# Gassen (Halsbach)
Gassen (mundartl.: Gåsn(à)) ist ein Gemeindeteil der Gemeinde Halsbach im oberbayerischen Landkreis Altötting. 

## Lage
Die Einöde Gassen liegt etwa drei Kilometer südlich von Halsbach.

## Geschichte
Der Name des Ortes geht auf das althochdeutsche Wort gazzen zurück. Es bezeichnet einen öffentlichen Triebweg für das Vieh. Der Ort gehörte von der Gemeindegründung im Jahre 1818 an zur Gemeinde Oberzeitlarn und kam mit deren Auflösung am 1. Januar 1964 zur Gemeinde Halsbach.